# Doris Zinkeisen

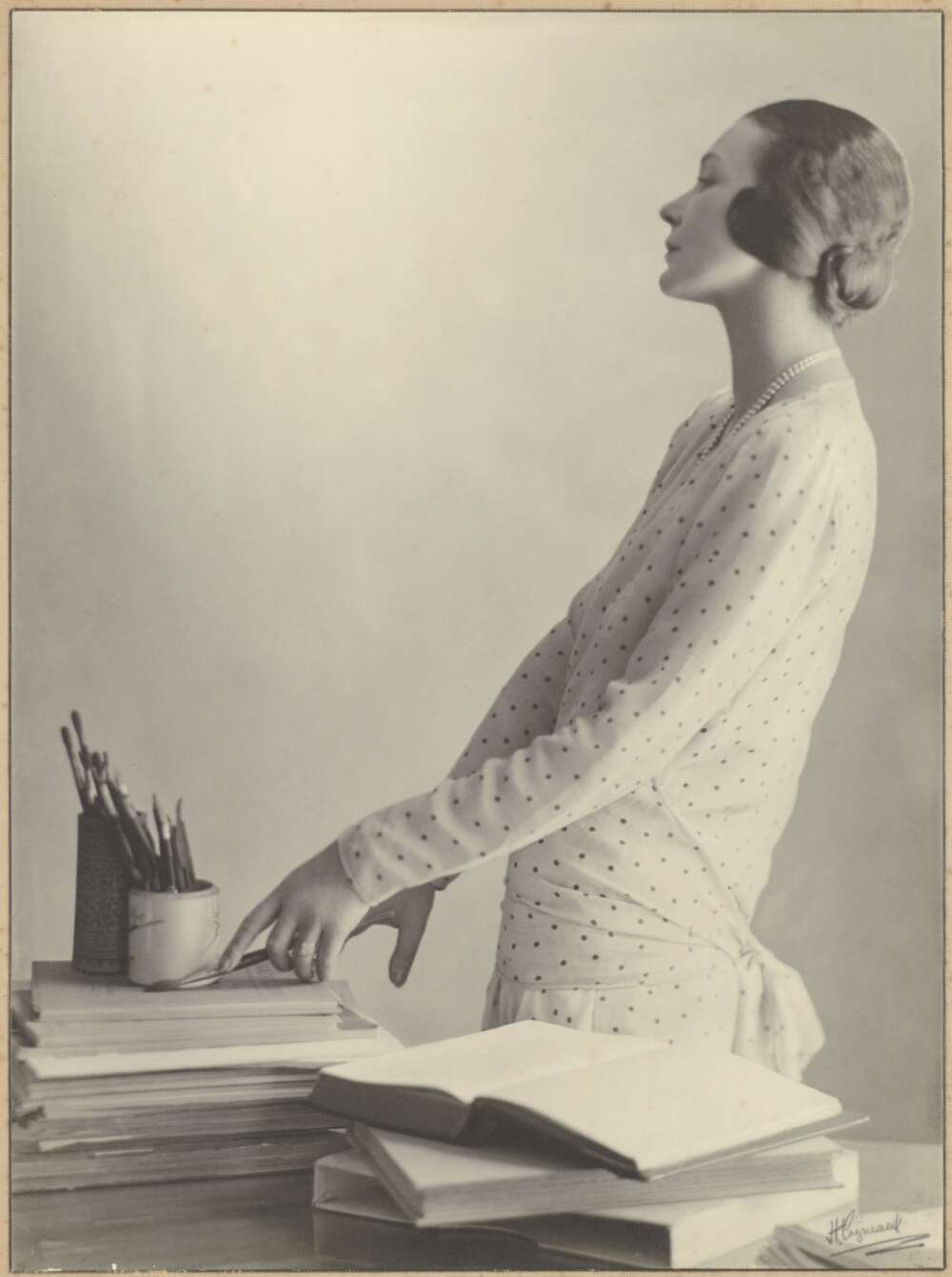
Doris Zinkeisen with her brushes (1929), Fotografie von Harold Cazneaux

Doris Clare Zinkeisen (* 31. Juli 1898 in Rosneath, Argyll, Schottland; † 3. Januar 1991 in Badingham, Suffolk) war eine britische Bühnen- und Kostümbildnerin, Malerin, Werbegrafikerin und Autorin aus Schottland.

## Biographie

### Frühe Jahre
Doris Zinkeisen war eine Tochter der aus Wales stammenden Clare Bolton-Charles und von Victor Zinkeisen, einem Holzhändler und Hobbymaler aus Glasgow. Die Familie ihres Vaters stammte ursprünglich aus Böhmen und war seit rund 200 Jahren in Schottland ansässig. Ihre jüngere Schwester war Anna Zinkeisen, die später ebenfalls Malerin wurde. 1909 zog die Familie nach Pinner, einen Vorort von London. Zinkeisen besuchte vier Jahre lang die Harrow School of Art und erhielt 1917 gemeinsam mit ihrer Schwester Anna ein Stipendium der Royal Academy Schools in 1917.

### Berufliche Laufbahn

#### Als Malerin
In den 1920er und 1930er Jahren teilte sich Doris Zinkeisen in London ein Atelier mit ihrer Schwester Anna und startete ihre künstlerische Karriere als Malerin, Werbegrafikerin und Bühnenmalerin. Sie wurde eine gefragte Porträtmalerin und schuf Werbeplakate für mehrere britische Eisenbahngesellschaften. 1944 wurden Doris und Anna Zinkeisen von den United Steel Companies (UCS) beauftragt, zwölf Bilder zu malen, die in der Fach- und Publikumspresse in Großbritannien, Kanada, Australien und Südafrika reproduziert wurden. Diese Bilder wurden 1946 in dem Buch This Present Age publiziert.
1929 stellte Doris in der Royal Academy aus, in der Royal Society of Portrait Painters in London sowie in Paris und den Vereinigten Staaten. In Paris erhielt für ihre Arbeit Bronze- (1929), Silber- (1930) und Goldmedaillen (1934) und wurde als Mitglied in das Royal Institute of Oil Painters (ROI) gewählt.
1935 beauftragte die Werft John Brown and Company die Zinkeisen-Schwestern mit Wandmalereien im Verandah Grill, einem Restaurant und Nachtclub auf der Queen Mary. Die Gemälde stellen Zirkus- und Theaterszenen dar und sind auf dem Schiff zu besichtigen, das seit 1967 in Long Beach in Kalifornien als Hotelschiff dient. Doris Zinkeisen war auch an der Planung der Innendekoration beteiligt. Im Jahr darauf beschrieb Cecil Beaton in der Zeitschrift Vogue den Verandah Grill als „bei weitem schönsten Raum auf einem Schiff – gut beleuchtet, fröhlich in den Farben“. Das größte Wandbild wurde im Zweiten Weltkrieg von Marineoffizieren beschädigt, die Karten an die Plakatwand hefteten, von der das Wandbild bedeckt war. Nach dem Krieg restaurierte Doris Zinkeisen das Wandgemälde und fügte Berichten zufolge eine Maus in das Bild ein – eine Anspielung auf Werbung der Cunard, dass es auf ihren Schiffen keine Nagetiere gäbe. Beide Schwestern steuerten 1940 auch Wandmalereien für die Queen Elizabeth bei.

#### Arbeit im Theater
Nachdem Doris Zinkeisen ihr Studium an der Royal Academy abgeschlossen hatte, begann sie, als Bühnenbildnerin zu arbeiten.  Ihre erste Arbeit war die Mitwirkung am dem Stück Aus dem Leben der Insekten von Karel und Josef Čapekt. Das Stück wurde im Mai und Juni 1923 im Londoner Regent Theatre in 42 Vorstellungen aufgeführt. In dem Stück spielten Claude Rains und John Gielgud, der sein Debüt hatte, mit. Rains beschrieb Zinkeisen als „atemberaubende Frau“. Sie wurde Hauptbühnen- und Kostümbildnerin für die populären Londoner Revuen von Charles B. Cochran.
In den folgenden Jahren arbeitete Doris Zinkeisen bei zahlreichen Theaterproduktionen in London, aber auch am New Yorker Broadway mit. 1933 entwarf sie Ausstattung und Kostüme für Cochrans Inszenierung von Cole Porters Musical Nymph Errant am Adelphi Theatre im Londoner West End. Die von Zinkeisen entworfenen Kostüme führten zu einem Streik der Chormitglieder, da diese nach ihrer Ansicht zu tief ausgeschnitten und „unanständig“ seien. Cochran ließ daraufhin die Dekolletés mit Gaze bedecken. Zinkeisen erhielt entweder von Cochran als Geschenk oder aus seinem Nachlass zwei Gemälde von Édouard Vuillard, nämlich die Seitenstücke zu denen als The Grand Teddy tea-rooms paintings bekannten Bildern, die Vuillard 1918 für ein Lokal in Paris schuf. Die Herkunft dieser Bilder aus Zinkeisens Nachlass wurde in Staffel 3, Folge 1 der britischen Fernsehserie Fake or Fortune belegt.
Auch arbeitete Zinkeisen an einer Reihe von Filmen von Herbert Wilcox mit, in denen dessen Frau Anna Neagle die Hauptrolle spielte, darunter die Verfilmung von Noël Cowards Operette The Little Damozel im Jahre 1933. Zur Ausstattung gehörte ein von Zinkeisen entworfenes nahezu durchsichtiges Kleid, das Neagle in der Folge für Werbefotografien und öffentliche Auftritte verwendete. The Blue Danube, ein Film von Wilcox aus dem Jahre 1932, basierte auf einer Kurzgeschichte von Zinkeisen. Der in Großbritannien geborene Regisseur James Whale bat Zinkeisen ausdrücklich darum, die Kostüme für den einzigen amerikanischen Film zu entwerfen, an dem sie je arbeitete, die 1936 entstandene Verfilmung des Musicals Show Boat. Im Jahr 1938 schrieb sie Designing for the Stage, ein Buch, das von Sue Harper, Professorin für Filmgeschichte, als „einflussreiche Innovation“ beurteilt wurde. 1955 schuf Zinkeisen das Make-up von Laurence Olivier für die Verfilmung von Richard III.

#### Als Krankenschwester und Malerin im Krieg

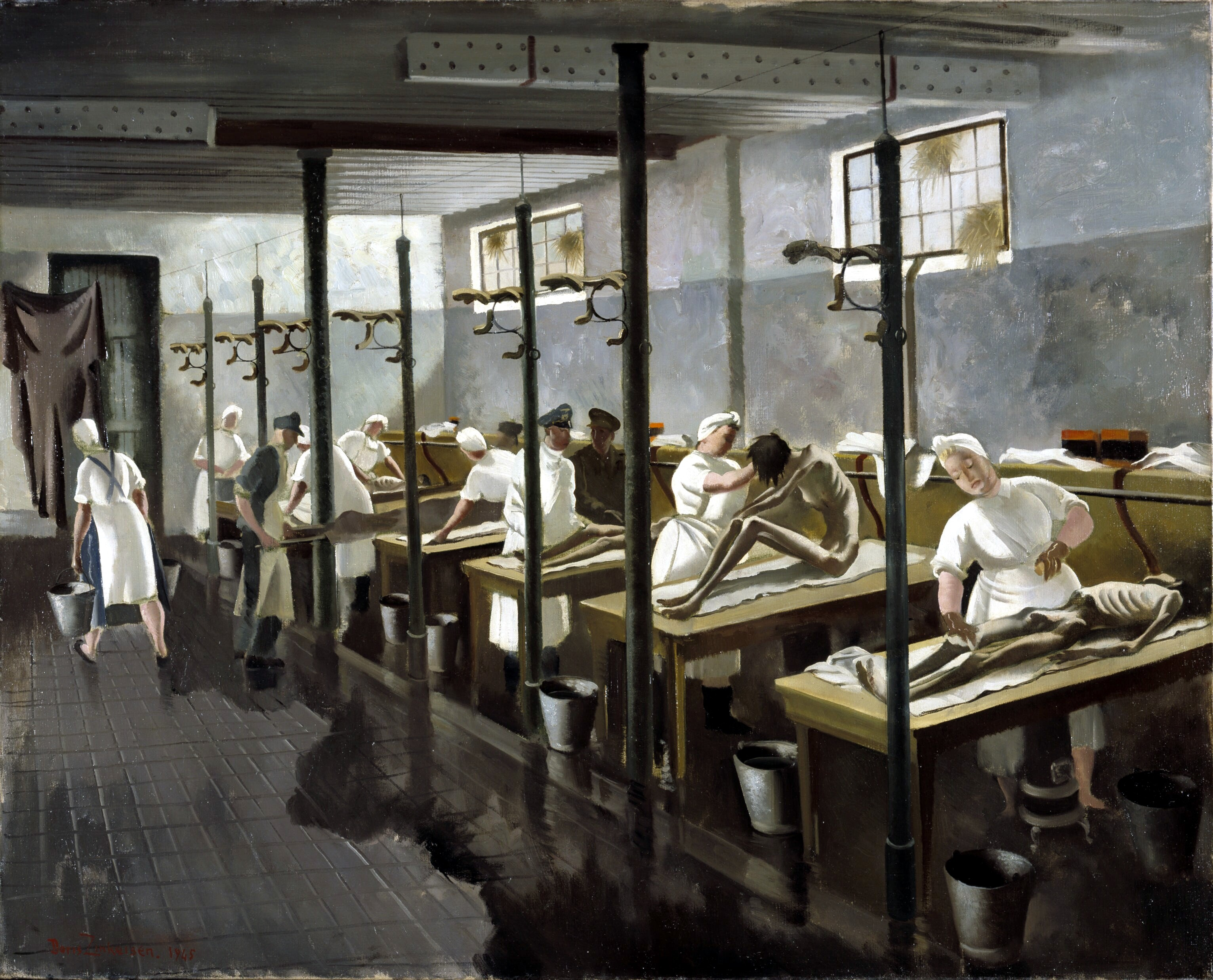
Human Laundry, Belsen April 1945

Während des Zweiten Weltkriegs schloss sich Doris Zinkeisen der St John Ambulance Brigade an und arbeitete als Krankenschwester in der Notaufnahme des St Mary’s Hospital in Paddington, in das Opfer des Blitz eingeliefert wurden. Vormittags arbeitete sie in der Ambulanz und nachmittags machte sie Zeichnungen von ihren Erlebnissen.
Nach Kriegsende im Jahr 1945 wurde Zinkeisen vom War Artists' Advisory Committee verpflichtet. Sie reiste durch Nordwesteuropa und fertigte Skizzen an, die sie zur weiteren Arbeit in ihr Atelier im Hauptquartier der Kommission von Rotem Kreuz und Johanniterorden nach Brüssel brachte.
Im Rahmen dieser Arbeit verbrachte Doris Zinkeisen im April 1945 gemeinsam mit anderen Künstlern drei Tage im befreiten KZ Bergen-Belsen. Ihr Gemälde Human Laundry zeigt Deutsche, die Lagerinsassen waschen, bevor sie ins Krankenhaus transportiert werden. Zinkeisens Sohn berichtete später, seine Mutter habe nach ihrem Aufenthalt in Bergen-Belsen für den Rest ihres Lebens Albträume gehabt. Gemälde aus dieser Zeit befinden sich im Museum und Archiv des Roten Kreuzes, im Museum des Johanniterordens und im Imperial War Museum.

#### Nach dem Krieg
Nach dem Krieg arbeitete Zinkeisen weiterhin in London als Theaterausstatterin und veranstaltete Ausstellungen ihrer Gemälde. 1948 nahm sie am Kunstwettbewerb der Olympischen Spiele in London teil. Sie gestaltete das Cover einer Sonderausgabe der Zeitschrift Everybody’s Magazine anlässlich der Krönung von Königin Elisabeth II. im Juni 1953. 1954 entwarf Zinkeisen die Szenerie und die Kostüme für Noël Cowards Musical After the Ball, basierend auf Oscar Wilde Stück Lady Windermeres Fächer, und das von Hugh Mills geschriebene und von Prince Littler inszenierte Stück The Little Glass Clock.

### Privatleben
Während ihrer Zusammenarbeit mit Nigel Playfair lernte Doris Zinkeisen 1922 den Regisseur James Whale kennen. Die beiden wurden für etwa zwei Jahre als Paar wahrgenommen, obwohl Whale als offen schwuler Mann lebte. Berichten zufolge verlobte sich das Paar 1924, aber 1925 wurde die Verlobung wieder gelöst. 1927 heiratete Doris Zinkeisen den Marineoffizier Edward Grahame Johnstone und gebar im Juni 1928 Zwillingstöchter, die Kinderbuchillustratorinnen Janet und Anne Grahame Johnstone, und später einen Sohn, Murray Johnstone. Zinkeisen war eine gute Reiterin und gewann 1934 den Moscow Cup bei der Royal International Horse Show. Grahame Johnstone starb 1946, und Zinkeisens Töchter zogen 1966 mit ihr nach Suffolk.
Doris Zinkeisen starb am 3. Januar 1991 im Alter von 92 Jahren.

## Werke
- Designing for the Stage. The Studio, 1938 (englisch).
- Mit J.B. Priestley: The high toby: a play for the toy theatre (with scenery and characters by Doris Zinkeisen). Penguin Books, 1948 (englisch).